# Ictus (médecine)
Pour l’article homonyme, voir Ictus (homonymie).
Pour l’article ayant un titre homophone, voir Ichtus (homonymie).
Pour les premières réactions opportunes en cas d'ictus cérébral, voir Accident_vasculaire_cérébral#Premiers_secours.
Ictus est un mot d'origine latine qui signifie « crise » (par exemple dans l'expression « ictus épileptique » ou « ictus amnésique »). Ictus a donné l'adjectif « ictal », qui se rapporte à une crise. Un ictus apoplectique est une attaque cérébrale, accompagnée d'une perte de conscience et qui peut laisser des séquelles (par exemple paralysie, hémiparésie, aphasie, etc.).
Si un enregistrement électroencéphalographique (EEG) est contemporain d'une crise, on dit qu'il est ictal. On peut utiliser « post-ictal » pour parler des événements succédant à une crise et « pré-ictal » pour des événements survenant avant la crise. « Inter-ictal » concerne des événements intercritiques. Les décharges EEG inter-ictales sont des marques EEG lisibles dans les tracés qu'on a enregistrés en dehors des crises.